# Загадочная история Бенджамина Баттона (рассказ)
«Загадочная история Бенджами́на Ба́ттона» (англ. The Curious Case of Benjamin Button) — рассказ американского писателя Фрэнсиса Скотта Фицджеральда, впервые опубликованный в журнале Collier’s Weekly 27 мая 1922 года. Впоследствии рассказ стал частью антологии в книге писателя «Рассказы о веке джаза», которая иногда издаётся как «Загадочная история Бенджамина Баттона и другие рассказы эпохи джаза».
В течение многих лет авторские права на рассказ принадлежали голливудскому магнату Рэю Старку. Старк сохранил их до своей смерти в 2004 году, когда они были куплены и использовались для одноимённой экранизации 2008 года.

## Сюжет
Бенджамин рождается с физическими признаками 70-летнего человека, умеющего говорить. Его отец Роджер приглашает соседских мальчиков играть с ним и приказывает, чтобы он играл с детскими игрушками, но Бенджамин повинуется только для того, чтобы угодить отцу. В пять лет Бенджамина посылают в детский сад, но быстро забирают, так как он неоднократно засыпал во время детских игр.
Когда Бенджамину исполняется 12 лет, Баттоны понимают, что он молодеет, а не старится. В возрасте 18 лет Бенджамин поступает в Йельский университет, но в день приезда у него заканчивается краска для волос, он не может закрасить седину, и его отправляют домой, приняв за пятидесятилетнего сумасшедшего.
В 1910 году Бенджамин передаёт контроль над своей компанией своему сыну Роско и поступает в Гарвардский университет, поскольку выглядит двадцатилетним. Его первый год в Гарварде проходит отлично, он преуспевает в американском футболе, получая особое удовольствие от мести Йельскому университету, у которого команда Гарварда легко выигрывает.
После окончания университета Бенджамин возвращается домой и узнаёт, что его жена переехала в Италию. Он живёт у Роско, который относится к нему весьма сурово, заставляя Бенджамина в присутствии гостей называть его дядей, а не по имени. Со временем Бенджамин превращается из капризного подростка в маленького ребёнка и ходит в детский сад вместе с сыном Роско, то есть с собственным внуком. После детского сада Бенджамин медленно теряет память о своей прежней жизни и вскоре уже не узнает никого, кроме своей няни. Всё тает во мраке.

## Экранизация
Фильм «Загадочная история Бенджамина Баттона» был выпущен в конце 2008 года, в главных ролях Брэд Питт и Кейт Бланшетт, режиссёр Дэвид Финчер. Сюжет значительно отличается от рассказа. В сценарии сохранены только название, имя Бенджамина и большинство аспектов процесса омоложения.